# جون إل. ميلز
جون إل. ميلز (بالإنجليزية: Jon L. Mills)‏ هو سياسي أمريكي، ولد في 24 يوليو 1947 في ميامي في الولايات المتحدة. انتخب عضو مجلس نواب فلوريدا.